# BY2
BY2 là một bộ đôi nhóm nhạc người Singapore hoạt động tại Trung Quốc, Đài Loan, Singapore, Malaysia. Bộ đôi bao gồm hai chị em sinh đôi Miko Tôn Hàm (Bạch Vĩ Phân) và Yumi Tôn Vũ (Bạch Vĩ Linh).
BY2 gây chú ý ở thời điểm bắt đầu sự nghiệp với hai album phòng thu đầu tiên (NC 16 / 16 Vị Thành Niên và Twins), nhưng mãi đến năm 2010 khi nhóm phát hành album phòng thu thứ ba Lễ Trưởng Thành đã đem về cho họ sự nổi tiếng đáng kể với thành tích leo lên top đầu bảng xếp hạng âm nhạc G-Music của Đài Loan và một số bảng xếp hạng âm nhạc ở Trung Quốc. Album này chiếm tới 33% doanh thu bán đĩa tại thị trường Trung Quốc và 18% doanh thu bán đĩa tại Đài Loan trong tuần từ mùng 9 tháng 4 đến 15 tháng 4 năm 2010.

## Tên gọi
Tên BY2 cấu thành từ BY và 2. BY xuất phát từ họ Bạch của hai chị em (Bạch Vĩ Phân và Bạch Vĩ Linh), còn số 2 biểu tượng rằng nhóm gồm hai chị em sinh đôi. Trong tiếng Trung, BY2 có cách phát âm gần giống với từ Thỏ Trắng. Vì vậy, hình tượng đại diện cho BY2 cũng chính là Thỏ Trắng, và người hâm mộ BY2 được đặt tên là Thỏ Tử. Ngoài ra, năm 2019, khi tham gia Minh Nhật Chi Tử mùa 3, hai chị em đã định nghĩa lại tên gọi BY2 với 2 tầng nghĩa viết tắt của BY là "Boundless Youth" và "Be Yourself". Cụ thể, Boundless Youth mang ý nghĩa thanh xuân không giới hạn, tình yêu là mãi mãi. Còn Be Yourself có ý nghĩa luôn là chính mình, làm việc vì chính mình.
Đối với hai nghệ danh Yumi và Miko, khi ghép lại với nhau sẽ tạo thành cụm Yumiko. Yu đồng âm với You (Bạn) và Mi đồng âm với Me (Tôi) trong tiếng Anh. Vì vậy Yumiko chính là Bạn và Tôi gắn kết với nhau.

## Thành viên
| Nghệ danh | Nghệ danh | Nghệ danh | Tên khai sinh | Tên khai sinh | Tên khai sinh | Ngày sinh                     |
| Hán Việt  | Pinyin    | Hán Ngữ   | Hán Việt      | Pinyin        | Hán Ngữ       | Ngày sinh                     |
| --------- | --------- | --------- | ------------- | ------------- | ------------- | ----------------------------- |
| Tôn Hàm   | Sun Han   | 孫涵      | Bạch Vĩ Phân  | Peh Wei-fen   | 白緯芬        | 23 tháng 3 năm 1992 (Chị gái) |
| Tôn Vũ    | Sun Yu    | 孫雨      | Bạch Vĩ Linh  | Peh Wei-ling  | 白緯玲        | 23 tháng 3 năm 1992 (Em gái)  |

## Danh sách đĩa nhạc

### Album Phòng Thu
| # | Tiêu đề                | Chi tiết | Danh sách bài hát |
| - | ---------------------- | --- | --- |
| 1 | 16 Vị thành niên       | Ngày phát hành: 28-07-2008 Ngôn ngữ: Quan thoại Nhãn hiệu: Ocean Butterflies Music Thể loại: Mandopop            | 1. Hảo hảo ái ^O^ (Hai phiên bản) 2. Chưa trưởng thành 3. PP đừng dính trên ghế 4. Ngây người 5. Mua mua mua 6. Yêu nha yêu nha 7. Anh nói, em nói 8. Tiên thảo mật 9. Quá khó xử 10. Bánh donut |
| 2 | Twins                  | Ngày phát hành: 10-04-2009 Ngôn ngữ: Quan thoại Nhãn hiệu: Ocean Butterflies Music Thể loại: Mandopop            | 1. DNA 2. Tôi muốn 3. Lời nguyện ước của tân thiếu nữ 4. Em biết 5. Hết cách 6. Đẹp trai vô địch 7. Cái gì cái gì 8. Dũng cảm 9. Bye bye bye 10. Tốc biến 11. Don't go away |
| 3 | Lễ trưởng thành        | Ngày phát hành: 09-04-2010 Ngôn ngữ: Quan thoại, Anh Nhãn hiệu: Ocean Butterflies Music Thể loại: Mandopop       | 1. Hãy đưa em đi 2. Thế giới người lớn 3. Em yêu anh 4. Nông trại đau lòng 5. Cùng chung vui 6. Tự do yêu 7. Mạo hiểm lớn 8. Ma lực tình yêu từ hai phía 9. Mèo ngốc hiếu kỳ 10. Đây gọi là tình yêu |
| 4 | 90' náo loạn Now       | Ngày phát hành: 12-10-2011 Ngôn ngữ: Quan Thoại, Tiếng anh Nhãn hiệu: Ocean Butterflies Music Thể loại: Mandopop | 1. Có hay không 2. Không cố ý 3. Vẫn yêu anh như thế 4. Thỏ trắng ngoan ngoãn 5. Có anh em không sợ 6. Không nhìn thấy 7. Chào buổi sáng chàng trai 8. Em không muốn biết 9. Chuồn chuồn đỏ 10. Náo loạn Now |
| 5 | M.Y Công viên giải trí | Ngày phát hành: 18-09-2013 Ngôn ngữ: Quan Thoại, Tiếng anh Nhãn hiệu: Ocean Butterflies Music Thể loại: Mandopop | 1. Không lý do 2. Không khóc nữa 3. Ngốc nghếch 4. Huyền thoại Daji 5. Như vậy sao 6. Phiền muộn tình yêu 7. Thiên đường bạn gái 8. Giấc mơ không chờ đợi 9. Không thể giấu 10. Stereo |
| 6 | Cat and Mouse          | Ngày phát hành:07-08-2015 Ngôn ngữ: Quan thoại, Anh Nhãn hiệu: Ocean Butterlies Music Thể loại: Mandopop         | 1. Cat and Mouse 2. Chúng ta ngày đó 3. Yêu em hãy nói lớn 4. Sự dịu dàng đau đớn 5. Mùa tuyết rơi năm ấy 6. Anh lừa dối em 7. Siêu dũng cảm 8. Anh chưa từng yêu em 9. Làm thế nào nói ra cảm xúc lúc này |
| 7 | Yêu và yêu             | Ngày phát hành: 03-03-2017 Ngôn ngữ: Quan thoại, Anh Nhãn hiệu: Ocean Butterlies Music Thể loại: Mandopop        | 1. Yêu và yêu 2. Sườn xám hoa đào 3. Mộng tiên sinh 4. Em yêu anh (Remix) 5. Em biết (Remix) 6. Đây là tình yêu (Remix) 7. DNA (Remix) 8. Vẫn yêu anh như thế (Remix) 9. 2020 Yêu anh yêu anh (Remix) 10. PP đừng dính trên ghế (Remix) 11. Mua mua mua (Remix) 12. Có hay không (Remix) 13. Đưa em rời khỏi (Remix) |

### Đĩa Mở Rộng
| # | Tiêu đề              | Chi tiết                                                                                      | Danh sách bài hát                                                                                      |
| 1 | 2020 Yêu anh yêu anh | Năm phát hành: 2012 Ngôn ngữ: Quan thoại Nhãn hiệu: Ocean Butterlies Music Thể loại: Mandopop | 1. 2020 Yêu anh yêu anh 2. Anh không hiểu em 3. Chạm vào tim, chạm vào tình yêu 4. Khi tình yêu gõ cửa |

### Đĩa Đơn
| Tiêu đề                         | Chi tiết                                                                                       |
| Don't go away                   | Năm phát hành: 2008 Ngôn ngữ: Quan thoại Nhãn hiệu: Ocean Butterflies Music Thể loại: Mandopop |
| Don't go away                   | Năm phát hành: 2009 Ngôn ngữ: Tiếng Anh Nhãn hiệu: Ocean Butterflies Music Thể loại: Mandopop  |
| Everytime I look into your eyes | Năm phát hành: 2010 Ngôn ngữ: Tiếng Anh Nhãn hiệu: Ocean Butterflies Music Thể loại: Mandopop  |
| Tuyệt vời                       | Năm phát hành: 2019 Ngôn ngữ: Quan thoại, Anh Nhãn hiệu: Giải trí Wajijiwa Thể loại: Mandopop  |
| Đợi bạn về nhà                  | Năm phát hành: 2020 Ngôn ngữ: Quan thoại Nhãn hiệu: Bạch Anh Thư Muội Thể loại: Mandopop       |
| Long distance lovers            | Năm phát hành: 2020 Ngôn ngữ: Quan thoại Nhãn hiệu: Bạch Anh Thư Muội Thể loại: Mandopop       |
| Ít nhất còn có anh              | Năm phát hành: 2021 Ngôn ngữ: Quan thoại Thể loại: Mandopop                                    |
| Bad girl                        | Năm phát hành: 2021 Ngôn ngữ: Quan thoại, Anh Nhãn hiệu: Bạch Anh Thư Muội Thể loại: Mandopop  |
| Trắng và Đen                    | Năm phát hành: 2021 Ngôn ngữ: Trung                                                            |
| No Longer Afraid                | Năm phát hành: 2021 Ngôn ngữ: Trung                                                            |
| Please Listen                   | Năm phát hành: 2022 Ngôn ngữ: Trung                                                            |

## Ca khúc hợp tác
| #  | Tiêu đề               | Nghệ sĩ hợp tác | Vai trò           | Năm  | Ngôn ngữ              |
| 1  | High fashion          | Lâm Tuấn Kiệt | Rap               | 2008 | Tiếng Anh, Quan thoại |
| 2  | Năm mới đến           | Lâm Tuấn Kiệt, Lâm Vũ Trung, Lý Chí Thanh, Phi Tỉ, Tằng Nhược Băng, Huỳnh Uy Nhĩ, Thang Tiểu Khang, Huỳnh Khải Minh, Trạch Diệu, Golf, Mike, Chin                                                                                       | Vocal             | 2009 | Quan thoại            |
| 3  | Chắp cánh ước mơ      | Lâm Tuấn Kiệt, A Đỗ, Kim Sa | Vocal             | 2009 | Quan thoại            |
| 4  | Reach for the skies   | Bạch Liễu Tịch; DL; Dương Mịch; Đỗ Dị Trạch; Đồng Lệ Á; Điền Lượng; Hạ Tiểu Ngữ; Hồ Tĩnh; Jerry Chang; Khúc Song Song; Lưu Toàn; Miêu Nha Ninh; Phàn Thiếu Hoàng; Phùng Tĩnh Ân; Shane Cao; Thích Vi; Trương Tịnh; VAE; Viên Thành Kiệt | Vocal             | 2012 | Quan thoại            |
| 5  | Có chút ngọt ngào     | Uông Tô Lang | Vocal             | 2012 | Quan thoại            |
| 6  | Girls                 | Minh nhật chi nữ | Vocal, Dance      | 2019 | Quan thoại            |
| 7  | Hảo hảo ái            | 2High | Vocal             | 2009 | Quan thoại            |
| 8  | Con rối               | Mã Bá Khiên | Vocal, Rap, Dance | 2019 | Quan thoại, Anh       |
| 9  | Dũng cảm              | Mạnh Mỹ Kỳ | Vocal. Dance      | 2019 | Quan thoại            |
| 10 | Cho đến lúc bình minh | Mao Bất Dịch, Lý Vũ Xuân, Hà Cảnh, La Chí Tường, Phạm Thừa Thừa, Trương Ngọc Kỳ, Sis, Mã Bá Khiên, Phùng Hi Dao, Diệp Vũ Hàm, Li Trạch Lung, Tô Bắc Bắc, Tống Đan Đan, Trương Đại Đại, Hỏa Tiễn Thiếu Nữ 101, R1SE,...                  | Vocal             | 2020 | Quan thoại            |
| 11 | Yêu                   | BOX | Vocal             | 2014 | Quan thoại            |
| 12 | Tiếu Nạp              | Vava | Vocal             | 2021 | Quan thoại            |
| 13 | Thay đổi bản thân     | Dương Nhuận Trạch, Hà Vận Thần | Vocal, Dance      | 2021 | Quan thoại            |
| 14 | Cùng chung vui        | Lâm Tuấn Kiệt | Vocal             | 2011 | Quan thoại, Anh       |
| 15 | Cung hỷ phát tài      | Đoạn Như, Đoạn Thần Dương | Vocal             | 2020 | Quan thoại            |
| 16 | Yêu em hãy nói lớn    | Jeffrey Kung | Vocal             | 2015 | Quan thoại, Anh       |
| 17 | BO$$                  | Jay Park | Đóng MV           | 2015 | Hàn                   |
| 18 | Buy Buy Buy           | Jacky Chen | Vocal             | 2008 | Trung, Anh            |
| 19 | Tôi muốn              | Trương Ngọc Kỳ, Hồng Nhất Nặc, Cao San | Vocal             | 2019 | Trung                 |

## Tham gia sản xuất
| #  | Tiêu đề                         | Thành viên | Vai trò                  | Năm  | Ngôn ngữ        |
| -- | ------------------------------- | ---------- | ------------------------ | ---- | --------------- |
| 1  | Don't go away                   | Miko, Yumi | Soạn lời, nhạc           | 2009 | Quan thoại, Anh |
| 2  | Đây là tình yêu                 | Miko, Yumi | Soạn lời, nhạc           | 2009 | Quan thoại      |
| 3  | Everytime I look into your eyes | Miko, Yumi | Soạn lời, nhạc           | 2009 | Tiếng Anh       |
| 4  | Có anh em không sợ              | Miko       | Soạn lời, nhạc           | 2011 | Quan thoại      |
| 5  | Em không muốn biết              | Yumi       | Soạn lời, nhạc           | 2011 | Quan thoại      |
| 6  | 2020 Yêu anh yêu anh            | Miko, Yumi | Soạn lời, nhạc           | 2012 | Quan thoại      |
| 7  | Không lý do                     | Miko, Yumi | Soạn lời                 | 2013 | Quan thoại      |
| 8  | Chúng ta ngày đó                | Miko, Yumi | Soạn lời                 | 2015 | Quan thoại      |
| 9  | Yêu em hãy nói lớn              | Miko, Yumi | Soạn lời, nhạc           | 2015 | Quan thoại      |
| 10 | Anh chưa từng yêu em            | Miko, Yumi | Soạn lời, nhạc           | 2015 | Quan thoại      |
| 11 | Tuyệt vời                       | Miko, Yumi | Soạn lời                 | 2019 | Quan thoại, Anh |
| 12 | Đợi bạn về nhà                  | Miko, Yumi | Soạn lời, sản xuất       | 2020 | Quan thoại      |
| 13 | Long distance lovers            | Miko, Yumi | Soạn lời, nhạc           | 2020 | Quan thoại      |
| 14 | Đều là giả dối                  | Miko, Yumi | Soạn lời, nhạc           | 2019 | Quan thoại, Anh |
| 15 | Con rối                         | Miko, Yumi | Soạn lời, nhạc           | 2019 | Quan thoại, Anh |
| 16 | GOOD                            | Miko, Yumi | Soạn lời                 | 2019 | Quan thoại, Anh |
| 17 | Không còn sợ hãi                | Miko, Yumi | Soạn lời, nhạc           | 2019 | Quan thoại      |
| 18 | Because of you                  | Miko       | Soạn lời                 | 2016 | Tiếng Anh       |
| 19 | Speechless (Mike Angelo)        | Yumi       | Soạn lời                 | 2018 | Quan thoại      |
| 20 | No longer afraid                | Miko, Yumi | Soạn lời, nhạc, sản xuất | 2021 | Trung           |
| 21 | Please Listen                   | Miko, Yumi | Soạn lời, nhạc,sản xuất  | 2022 | Trung           |

## Soundtrack
| #  | Tiêu đề                        | Phim / Game                             | Năm  |
| -- | ------------------------------ | --------------------------------------- | ---- |
| 1  | Reach for the skies            | Chạy thoát một khoảng trời              | 2012 |
| 2  | Em biết                        | Trận đấu bắt đầu                        | 2009 |
| 3  | Don't go away                  | Phía đông vườn địa đàng                 | 2009 |
| 4  | Hết cách                       | Vườn sao băng                           | 2009 |
| 5  | Không cố ý                     | Say that you love me                    | 2012 |
| 6  | Yêu nha yêu nha                | Say that you love me                    | 2012 |
| 7  | Tự do yêu                      | Say that you love me                    | 2012 |
| 8  | Hãy mang em đi                 | Say that you love me                    | 2012 |
| 9  | Như vậy sao                    | Tôi thuê một người tình                 | 2012 |
| 10 | Tình yêu đang đến              | Tôi thuê một người tình                 | 2012 |
| 11 | Khi tình yêu gõ cửa            |                                         | 2012 |
| 12 | Có chút ngọt ngào              | Yêu em từ cái nhìn đầu tiên             | 2013 |
| 13 | Không thể giấu                 | Đầu bếp bí ẩn                           | 2013 |
| 14 | Chân thành không gì sánh được  | Lấp lánh giấc mơ                        | 2013 |
| 15 | Quá khó xử                     | Lấp lánh giấc mơ                        | 2013 |
| 16 | Vẫn yêu anh như thế            | Lấp lánh giấc mơ                        | 2013 |
| 17 | Có hay không                   | Lấp lánh giấc mơ                        | 2013 |
| 18 | Không thể giấu                 | Vươn tới ước mơ xa                      | 2014 |
| 19 | Chúng ta ngày đó               | Birth of a beauty                       | 2015 |
| 20 | Làm sao nói ra cảm xúc lúc này | Tình yêu trở lại                        | 2015 |
| 21 | Miệng quạ                      | Miss Unlucky                            | 2015 |
| 22 | Because of you                 | Nàng công chúa tôi yêu                  | 2015 |
| 23 | Càng sai càng yêu              | Tình yêu những năm 1931                 | 2017 |
| 24 | Hạnh phúc không xa nữa         | Would you marry me                      | 2017 |
| 25 | Niệm niệm                      | Tổng tài ở trên tôi ở dưới              | 2017 |
| 26 | Mộng tiên sinh                 | Khoảng cách năm ánh sáng giữa anh và em | 2017 |
| 27 | Underneath the stars           | Không có bí mật với em                  | 2019 |
| 28 | Diamond heart                  | Nửa là đường mật, nửa là đau thương     | 2020 |
| 29 | Đại hồng bao                   | Đại hồng bao                            | 2021 |
| 30 | Quy vân mộng                   | Trường An phục yêu                      | 2021 |
| 31 | I feel the magic               | Học viện ma thuật                       | 2021 |
| 31 | Seal the love                  | Hy vọng Online (Game)                   | 2012 |
| 32 | Hẹn ước ngày xưa               | Tây du ký (Game)                        | 2012 |
| 33 | Cùng 4g                        | Giải thưởng âm nhạc Migu lần thứ 8      | 2014 |
| 34 | Hồ Lai Tam Quốc                | Hồ lai tam quốc (Game)                  | 2021 |
| 35 | Đối Vị                         | Xin chào, hỏa diễm lam                  | 2021 |
| 36 | Cảnh hoa giá đáo               | Mai khôi hành giả                       | 2021 |
| 37 | Guiding Star                   | Lương ngôn tả ý                         | 2021 |

## Hòa nhạc
| Năm        | Tên                                            | Địa Điểm   |
| ---------- | ---------------------------------------------- | ---------- |
| 05-06-2010 | Mini Concert Cùng Chung Vui                    |            |
| 10-11-2012 | Mini Concert 2020 Xúc Động                     |            |
| 23-11-2012 | Hòa nhạc BY2 và Uông Tô Lang                   |            |
| 22-12-2012 | Hòa nhạc BY2 và Uông Tô Lang                   |            |
| 04-06-2022 | No Longer Afraid (Kỷ niệm 10 concert đầu tiên) | Tây An     |
| 11-06-2022 | No Longer Afraid (Kỷ niệm 10 concert đầu tiên) | Bắc Kinh   |
| 18-06-2022 | No Longer Afraid (Kỷ niệm 10 concert đầu tiên) | Quảng Châu |
| 25-06-2022 | No Longer Afraid (Kỷ niệm 10 concert đầu tiên) | Thâm Quyến |
| 02-07-2022 | No Longer Afraid (Kỷ niệm 10 concert đầu tiên) | Hạ Môn     |

## Chương trình tham gia
| Tiêu đề                                                         | Chủ đề                         | Vai trò   | Tiết mục | Năm           |
| --------------------------------------------------------------- | ------------------------------ | --------- | --- | ------------- |
| Variety big brother / 綜藝大哥大                                |                                | Khách mời | | 19/04/2008    |
| Giải trí 100%                                                   |                                | Khách mời | | 01/05/2008    |
| Mô phạm bổng bổng đường                                         |                                | Khách mời | | 15/05/2008    |
| Tôi đoán                                                        |                                | Khách mời | | 07/06/2008    |
| Khang hy đến rồi                                                | Hàng thật giá thật             | Khách mời | | 28&29/08/2008 |
| Ngôi sao may mắn                                                |                                | Khách mời | | 09/09/2008    |
| Tôi đoán                                                        |                                | Khách mời | | 20/09/2008    |
| Giải trí 100%                                                   |                                | Khách mời | | 27/09/2008    |
| Giải trí 100%                                                   |                                | Khách mời | 02&03/10/2008 |               |
| Khoái lạc đại bản doanh                                         |                                | Khách mời | | 28/02/2009    |
| Giải trí 100%                                                   |                                | Khách mời | | 10/04/2009    |
| Giải trí 100%                                                   |                                | Khách mời | 13/04/2009 |               |
| Giải trí 100%                                                   |                                | Khách mời | 21/04/2009 |               |
| Giải trí 100%                                                   |                                | Khách mời | 24/04/2009 |               |
| Tôi đoán                                                        |                                | Khách mời | | 25/04/2009    |
| Tôi yêu hắc sáp hội                                             | Tuyên truyền album thứ 2       | Khách mời | | 29/04/2009    |
| Giải trí 100%                                                   | Nhà tôi cũng có đại minh tinh  | Khách mời | | 09/05/2009    |
| Khang hy tới rồi                                                |                                | Khách mời | | 18/05/2009    |
| Tôi đoán                                                        | Tuyên truyền album thứ 2       | Khách mời | | 06/06/2009    |
| Hoan lạc Trung Quốc hành / 欢乐中国行                           |                                | Khách mời | High fashion Flash | 13/09/2009    |
| Giải trí 100%                                                   |                                | Khách mời | | 25/03/2010    |
| Giải trí 100%                                                   |                                | Khách mời | 05/04/2010 |               |
| Giải trí 100%                                                   |                                | Khách mời | 09/04/20010 |               |
| Giải trí 100%                                                   |                                | Khách mời | 15/04/2010 |               |
| Giải trí 100%                                                   |                                | Khách mời | 20/04/2010 |               |
| Vương bài đại minh tinh                                         |                                | Khách mời | | 22/04/2010    |
| Ca sĩ triệu phú                                                 |                                | Khách mời | | 24/04/2010    |
| Tôi yêu hắc sáp bổng bổng đường / 百萬大歌星                    |                                | Khách mời | | 24/04/2010    |
| Giải trí 100%                                                   |                                | Khách mời | | 27/04/2010    |
| Variety big brother                                             |                                | Khách mời | | 01/05/2010    |
| Thiên tài xung / 天才衝衝衝                                     |                                | Khách mời | | 08/05/2010    |
| Giải trí 100%                                                   |                                | Khách mời | | 19/05/2010    |
| Hoàn toàn giải trí / 完全娛樂                                   |                                | Khách mời | | 19/05/2010    |
| Hoàn toàn giải trí / 完全娛樂                                   |                                | Khách mời | 21/05/2010 |               |
| Khang hy tới rồi                                                |                                | Khách mời | | 25/05/2010    |
| SInh viên rồi phải không / 大學生了沒                           |                                | Khách mời | Thế giới người lớn | 26/05/2010    |
| Giải trí 100%                                                   | Quảng bá album Lễ trưởng thành | Khách mời | | 27/05/2010    |
| Stylish man / 型男大主廚                                        |                                | Khách mời | | 04/06/2010    |
| Variety big brother                                             |                                | Khách mời | | 06/05/2010    |
| Giải trí hoàn toàn                                              |                                | Khách mời | | 23/09/2011    |
| Ca sĩ triệu phú                                                 |                                | Khách mời | | 10/08/2011    |
| Ái xướng tài hội doanh / 爱唱才会赢                             |                                | Khách mời | Về nhà | 12/09/2010    |
| Fashion star master                                             |                                | Khách mời | | 09/10/2010    |
| Tạp chí tin tức / 新聞雜誌                                      |                                | Khách mời | | 13/10/2011    |
| Khang hy đến rồi                                                |                                | Khách mời | | 18/&1910/2011 |
| Celebrity corner / 优酷名人坊                                   |                                | Khách mời | | 19/10/2011    |
| Sinh viên rồi phải không                                        |                                | Khách mời | | 20/10/2011    |
| Giải trí 100%                                                   |                                | Khách mời | | 24/10/2011    |
| Đông phong FUN âm nhạc / 東風FUN音樂                            |                                | Khách mời | | 24/10/2011    |
| Hòa nhạc cầu vồng / 如虹音樂會                                  |                                | Khách mời | | 10/11/2011    |
| Thiên tài xung                                                  |                                | Khách mời | | 12/11/2011    |
| Giải trí 100%                                                   |                                | Khách mời | | 14/11/2011    |
| Giải trí 100%                                                   |                                | Khách mời | 23/11/2011 |               |
| Bạn đoán                                                        |                                | Khách mời | | 26/11/2011    |
| Tôi yêu đại hợp xướng                                           |                                | Khách mời | Có hay không Không cố ý | 26/11/2011    |
| Tôi yêu xuân vãn                                                |                                | Khách mời | Có hay không | 2011          |
| Celebrity imitated show / 全民最大黨                            |                                | Khách mời | Không cố ý | 30/11/2011    |
| Giải trí 100%                                                   |                                |           | | 01/12/2011    |
| Chín ngày phỏng vấn ngôi sao / 九天星訪                         |                                | Khách mời | | 02/12/2011    |
| KKBOX liên hợp                                                  |                                | Khách mời | | 06/12/2011    |
| Giải trí 100%                                                   | BY2 thăm vườn trường           | Khách mời | | 12/12/2011    |
| Xuân vãn đài truyền hình trung ương                             |                                |           | Chuồn chuồn đỏ | 2012          |
| Trung tân ca hội                                                |                                |           | Có hay không | 2012          |
| Asia wave                                                       |                                |           | Thiên niên chi luyên When you believe DNA | 2012          |
| Gala mừng nưm mới đài Đông Phương                               |                                | Khách mời | Yêu là phải thẳng thắn | 2012          |
| Bạn đoán                                                        |                                | Khách mời | | 21/01/2012    |
| Giải trí 100%                                                   |                                | Khách mời | | 22/01/2012    |
| Đại hội vũ lâm / 舞林大會                                       |                                | Thí sinh  | Run the world | 18/03/2012    |
| Harlem fashion / 哈林哈時尚                                     |                                | Khách mời | | 23/03/2012    |
| Harlwm fashion / 哈林哈時尚                                     |                                | Khách mời | | 20/04/2012    |
| Giải trí hoàn toàn                                              |                                | Chủ trì   | | 17&18/07/2012 |
| Giải trí hoàn toàn                                              |                                | Chủ trì   | 20/07/2012 |               |
| Ca sĩ triệu phú                                                 |                                | Khách mời | | 21/07/2012    |
| Giải trí hoàn toàn                                              |                                | Chủ trì   | | 23/07/2012    |
| Sinh viên rồi phải không                                        |                                | Khách mời | | 24/07/2012    |
| Giải trí 100%                                                   | 100% tiểu cự đản               | Khách mời | | 26/07/2012    |
| Giải trí 100%                                                   |                                | Khách mời | 28/07/2012 |               |
| Giải trí 100%                                                   | 100% KTV                       | Khách mời | | 06/08/2012    |
| SS tiểu yến chi dạ / SS小燕之夜                                 |                                | Khách mời | | 10/08/2012    |
| Khang hy đến rồi                                                |                                | Khách mời | | 14&15/08/2012 |
| Giải trí 100%                                                   | 100% đối kháng                 | Khách mời | | 16/08/2012    |
| Bạn đoán                                                        |                                | Khách mời | | 18/08/2012    |
| Pretty young thing                                              |                                | Chủ trì   | | 2012          |
| Giải trí 100%                                                   |                                | Khách mời | | 23/08/2012    |
| Giải trí 100%                                                   |                                | Khách mời | 05/11/2012 |               |
| Giải trí 100%                                                   |                                | Khách mời | 09/02/2013 |               |
| Giải trí 100%                                                   |                                | Khách mời | 15/08/2013 |               |
| Giải trí 100%                                                   |                                | Khách mời | 19/08/2013 |               |
| Giải trí 100%                                                   |                                | Khách mời | 21/08/2013 |               |
| 33 small universe / 小宇宙33號                                  |                                | Khách mời | Không lý do | 26/08/2013    |
| Giải trí 100%                                                   |                                | Khách mời | | 16/09/2013    |
| Tống nghệ đại nhiệt môn / 綜藝大熱門                            |                                | Khách mời | Không lý do | 20/09/2013    |
| Giải trí 100%                                                   |                                | Khách mời | | 23/09/2013    |
| Sinh viên rồi phải không                                        |                                | Khách mời | | 23/09/2013    |
| Giải trí 100%                                                   |                                | Khách mời | | 26/09/2013    |
| Hòa nhạc cầu vồng                                               |                                | Khách mời | | 03/10/2013    |
| Thiên tài xung                                                  |                                | Khách mời | | 05/10/2013    |
| Mỹ phụng hẹn ước / 美鳳有約                                     |                                | Khách mời | Không khóc nữa | 19/10/2013    |
| Quốc quang bang bang mang / 國光幫幫忙                          |                                | Khách mời | Không khóc nữa Không lý do | 24/10/2013    |
| Witty star / 歡樂智多星                                         |                                | Khách mời | | 28/10/2013    |
| WOW Hầu ma cát / WOW侯麻吉                                      |                                | Khách mời | | 05/11/2013    |
| Giải trí 100%                                                   |                                | Khách mời | | 05/11/2013    |
| Giải trí 100%                                                   | 100% GOGOGO                    | Khách mời | | 15/11/2013    |
| Giải trí 100%                                                   |                                | Khách mời | 22/11/2013 |               |
| SS Tiểu yến chi dạ                                              |                                | Khách mời | | 25/11/2013    |
| Giải trí 100%                                                   |                                | Khách mời | | 30/11/2013    |
| Giải trí 100%                                                   |                                | Khách mời | 30/01/2014 |               |
| Mid-autumn festival concert                                     |                                |           | Yêu | 2013          |
| Golden Bell Awards Competition                                  |                                |           | Độc nhất vô nhị | 2013          |
| Vượng mã bôn đằng hạ tân niên / 旺馬奔騰賀新年                  |                                | Khách mời | Không lý do | 31/01/2014    |
| Nhất mã đương tiên tân xuân sấm thông quan                      |                                | Khách mời | | 31/01/2014    |
| Đại địa phi ca                                                  |                                |           | Yêu nha yêu nha | 2014          |
| Youth trainee                                                   |                                | Khách mời | | 30/04/2015    |
| Youth trainee                                                   |                                | Khách mời | Trái táo nhỏ Sổ tay rèn luyện thanh xuân | 07/05/2015    |
| Global chinese music                                            |                                |           | Chúng ta ngày đó Chuồn chuồn đỏ | 08/08/2015    |
| Global chinese music                                            |                                |           | Cat and Mouse | 29/08/2015    |
| Ngẫu trích đại minh tinh                                        |                                |           | | 2016          |
| Siêu cấp tổng nghệ show / 超級綜藝show                          |                                | Khách mời | | 2017          |
| Giải trí 100%                                                   |                                | Khách mời | | 2017          |
| The aming idol / 抱走吧 愛豆                                    |                                | Khách mời | | 2017          |
| Global chinese music                                            |                                |           | Sườn xám hoa đào Thiên hạ hữu tình nhân | 29/04/2017    |
| SCTV 2018 Blossom World New Year Countdown Concert              |                                |           | DNA Yêu nha yêu nha | 2017          |
| Tôi yêu xuân vãn / 我要上春晚                                   |                                | Khách mời | Fearless | 2018          |
| 2018 Shining You - Dancing Night - QQ 10th Anniversary Ceremony |                                | Khách mời | Có chút ngọt ngào Chạm vào tim, chạm vào tình yêu | 2018          |
| Minh nhật chi tử 3                                              |                                | Thí sinh  | DNA Điệu valse tình yêu Shallow At a wave Đều là giả dối Con rối GOOD Yêu nha yêu nha Không còn sợ hãi Có dũng khí Bao nhiêu Gửi tuổi 15 của chính mình | 2019          |
| Mỹ thực tỏ tình 3                                               |                                | Khách mời | | 2019          |
| Global chinese music                                            |                                |           | Chuồn chuồn đỏ Tuyệt vời | 21/12/2019    |
| Sing or spin 2                                                  |                                | Khách mời | Ma lực tình yêu từ hai phía Âm thanh nỗi nhớ anh | 27/11/2020    |
| 100 giây hoàng kim / 黄金100秒                                  |                                | Khách mời | Cung hỷ phát tài | 2020          |
| Xướng hưởng tân thời đại                                        |                                | Khách mời | Yêu nha yêu nha | 2020          |
| Giọng hát trời ban                                              |                                | Khách mời | Tiếu nạp | 2021          |
| Tencent family new year's eve dinner FAN party                  |                                | Khách mời | Thay đổi chính mình | 2021          |
| QQ Giải đấu người nổi tiếng (mùa 2)                             |                                | Khách mời | Có chút ngọt ngào | 2021          |
| QQ Mr Radio                                                     |                                | Khách mời | | 2021          |
| The days growing up with BY2 (mùa 1 & 2)                        |                                | Host      | | 2017 & 2019   |
| Siêu tân tinh thế vận hội                                       |                                |           | Tuyệt vời | 2019          |
| Siêu tân tinh thế vận hội                                       |                                |           | 2021 |               |

## Danh sách Phim
| Tiêu đề                                                          | Thành viên | Vai   | Năm  |
| ---------------------------------------------------------------- | ---------- | ----- | ---- |
| Sanlitun                                                         | Miko Yumi  | Chính | 2013 |
| Kunfu hiphop                                                     | Miko Yumi  | Phụ   | 2008 |
| Rhythm of the rain                                               | Miko Yumi  | Cameo | 2013 |
| Tại cực Bắc nói yêu anh / 在北極說愛你                           | Miko Yumi  | Chính | 2015 |
| Funny wonderful night / 搞怪奇妙夜                               | Miko Yumi  | Phụ   | 2019 |
| The burns of sin / 只能活一個                                    | Miko       | Phụ   | 2016 |
| Near-death experience in nine degrees space / 九度空間之瀕死體驗 | Miko       | Phụ   | 2016 |
| One night, or whole life / 識色,幸也                             | Yumi       | Cameo | 2016 |
| Khí linh 2 / 器靈 第二季                                         | Miko       | Phụ   | 2017 |
| Điềm tâm chủ bá đại tác chiến / 甜心主播大作戰                   | Yumi       | Chính | 2017 |
| Guest from Sirius / 天狼星的來客                                 | Miko       | Chính | 2017 |
| Năm mới vui vẻ                                                   | Miko Yumi  |       |      |

## Giải thưởng
| Giải thưởng                                         | Hạng mục                                                        | Kết quả    | Năm  |
| --------------------------------------------------- | --------------------------------------------------------------- | ---------- | ---- |
| Sprite China Original Music Chart                   | Giải thưởng người mới                                           | Thắng giải | 2009 |
| Sprite China Original Music Chart                   | Giải thưởng nhạc chuông yêu thích nhất                          | Thắng giải | 2009 |
| Bảng xếp hạng ca khúc tiếng Hoa toàn cầu Lần thứ 9  | Giải thưởng người mới được yêu thích nhất                       | Thắng giải | 2009 |
| Yahoo！Asia Buzz Awards                             | Giải thưởng nhóm nhạc nước ngoài                                | Thắng giải | 2009 |
| Yahoo！Asia Buzz Awards                             | Giải thưởng tìm kiếm phổ biến                                   | Thắng giải | 2009 |
| Âm nhạc di động không dây Migu                      | Giải thưởng người mới tiềm năng                                 | Thắng giải | 2009 |
| Tiên phong trào lưu hậu 90 bảng                     | Nhóm nhạc nổi tiếng tiên phong hậu 90                           | Thắng giải | 2010 |
| Giải thưởng Kỷ lục Vàng                             | Best Oversea Group                                              | Thắng giải | 2010 |
| Kho nhạc MP3 Baidu                                  | Nhóm nhạc tiềm năng phổ biến nhất                               | Thắng giải | 2010 |
| Bảng xếp hạng các bài hát Trung Quốc                | Nhóm nhạc phổ biến nhất của năm - Hồng Kông, Đài Loan           | Thắng giải | 2010 |
| Sprite China Original Music Billboard               | Giải thưởng ca sĩ đang lên                                      | Thắng giải | 2010 |
| Sprite China Original Music Billboard               | Giải thưởng ca sĩ trực tuyến                                    | Thắng giải | 2010 |
| Singapore Entertainment Awards                      | Giải thưởng người nổi tiếng trên mạng                           | Thắng giải | 2010 |
| Hoan Lạc Thịnh Điển - lựa chọn của trẻ em           | Nhóm nhạc được yêu thích nhất                                   | Thắng giải | 2010 |
| Southeast Music Chart Awards                        | Nhóm nhạc phổ biến nhất                                         | Thắng giải | 2010 |
| Bảng xếp hạng âm nhạc Channel V                     | Nhóm nhạc phổ biến nhất                                         | Thắng giải | 2011 |
| Bảng xếp hạng âm nhạc Channel V                     | Giai điệu vàng của năm                                          | Thắng giải | 2011 |
| Bảng xếp hạng các ca khúc Trung Quốc                | Nhóm nhạc được yêu thích nhất của năm - Hồng Kông, Đài Loan     | Thắng giải | 2011 |
| Bảng xếp hạng các ca khúc Trung Quốc                | Giai điệu vàng hay nhất                                         | Thắng giải | 2011 |
| Bảng xếp hạng các ca khúc Trung Quốc                | Giai điệu vàng của năm                                          | Thắng giải | 2012 |
| Metro Radio Mandarin Hits Music Awards Presentation | Giải thưởng thần tượng nổi tiếng thông thạo ngôn ngữ Quan Thoại | Thắng giải | 2013 |
| Âm nhạc toàn cầu Hoa Đỉnh lần thứ 11                | Nhóm nhạc Trung Quốc hay nhất                                   | Thắng giải | 2013 |
| Thịnh điển thường niên âm nhạc QQ                   | Bài hát vàng của năm                                            | Thắng giải | 2014 |
| Âm nhạc Kugou                                       | Hottest Sharing Award                                           | Thắng giải | 2014 |
| Âm nhạc không dây Migu lần thứ 8                    | Nhóm nhạc trực tuyến phổ biến nhất của năm                      | Thắng giải | 2014 |
| Thời trang PcLady                                   | Nhóm nhạc phổ biến của năm                                      | Đề cử      | 2015 |
| Ku Music Asian Music Awards                         | Ca sĩ nổi tiếng khuôn viên trường học                           | Thắng giải | 2016 |
| Danh sách âm nhạc toàn cầu Trung Quốc               |                                                                 | Thắng giải | 2019 |
| Giai điệu vàng phổ biến                             | Nhóm nhạc đột phá của năm                                       | Thắng giải | 2021 |